# Róża Kolumba Białecka
Róża Kolumba Białecka (23 d'agost de 1838, Jaśniszcze, Polònia - † 18 de març de 1887, Wielowieś, Polònia) fou una religiosa polonesa, fundadora i primera superiora general de les Germanes de Sant Domènec de Cracòvia. És considerada venerable a l'Església Catòlica.

## Biografia
Róża Białecka va néixer a l'antiga regió de Kresy, Polònia, que actualment es troba a Ucraïna, al si d'una família noble. Filla de Jelita Białecki i Anna Ernestine Radziejowska, provinents d'una família molt religiosa. A la mansió tenien una capella i un capellà, normalment jesuïta. Va fer els primers estudis a casa i després al monestir de les Germanes del Sagrat Cor de Jesús de Lviv.
El 1856 Białecka va conèixer el Mestre General de l'Orde de Predicadors, Vincent Jandel, les predicacions del qual van inspirar-la per consagrar la seva vida a Déu i al servei dels pobres. Va fundar un grup de terciàries dominiques i el 1861 va obrir la primera casa a Wielowieś. El 1867, amb l'aprovació d'Antoni Józef Manastyrski, bisbe de Przemyśl, va prendre els vots religiosos i va donar inici formalment a la Congregació de Sant Domènec de Polònia. Ella mateixa va encarregar-se de fundar les cases a Bieliny, Wielkie Oczy, Tyczyn i Biała Niżna. Mentre cercava l'aprovació pontifícia de la congregació, va viatjar a Roma, on va conèixer Piotr Semenenko, un dels fundadors de la Congregació de la Resurrecció. De tornada a casa, va fer nit a Jazłowiec, on va tenir l'oportunitat de tractar amb Marcelina Darowska.
Els últims anys de la seva vida Białecka va tenir moltes dificultats per continuar amb l'obra de les germanes dominiques, va pensar fins i tot a fusionar l'institut amb el Segon Orde de Sant Domènec, tanmateix, sota la direcció espiritual del resurreccionista Józef Weber i del bisbe Łukasz Solecki, va desistir d'aquesta idea i va aconseguir l'aprovació pontifícia el 25 de gener de 1885 per part del Papa Lleó XIII.

## Culte
La causa per a la beatificació i canonització de Róża Kolumba Białecka fou introduïda a l'arxidiòcesi de Przemyśl el 3 de novembre de 1988 per l'arquebisbe Ignacy Marcin Tokarczuk. El 14 de febrer de 1992 la competència va passar a la diòcesi de Roma. El 20 de desembre de 2004 el Papa Joan Pau II va declarar-la venerable i, segons el procés de l'Església Catòlica, la causa està a l'espera d'un miracle, atribuït per la seva intercessió.